# 前645年
| 千纪： | 前1千纪 |
| 世纪： | 前8世纪 \| 前7世纪 \| 前6世纪 |
| 年代： | 前670年代 \| 前660年代 \| 前650年代 \| 前640年代 \| 前630年代 \| 前620年代 \| 前610年代                                                                                       |
| 年份： | 前650年 \| 前649年 \| 前648年 \| 前647年 \| 前646年 \| 前645年 \| 前644年 \| 前643年 \| 前642年 \| 前641年 \| 前640年                                                         |
| 纪年： | 周襄王七年 魯僖公十五年 齊桓公四十一年 晉惠公六年 秦穆公十五年 宋襄公六年 楚成王二十七年 衛文公十五年 陳穆公三年 蔡庄侯元年 曹共公八年 郑文公二十八年 燕襄公十三年 杞成公十年 |

## 大事记
- 楚成王因徐國親近中原諸國而討伐徐國，爆發婁林之戰，徐國恃有諸侯聯軍救援，於婁林被楚軍所敗。

## 逝世
- 管仲，史称管子，春秋时期的哲学家（出生不详）。